# Клятва на крові (роман)
«Клятва на крові» — шоста книга із серії оригінальних науково-фантастичних романів за мотивами всесвіту «Вавилон 5», створеної Дж. Майклом Стражинським; книгу написав Джон Ворхолт.
Книга зосереджена на постаті Г'Кара та його конфлікті з родиною Дю'Рог. Цей конфлікт вперше з'явився в телесеріалі у епізоді «Парламент мрій» (5-та частина 1-го сезону), де Дю'Рог наймає вбивцю з Тотату Макур, щоб вбити Г'Кара, оскільки Дю'Рог знає, що Г'Кар мав руку в постановці його на війну злочинів, але вбивця не вдається вбити Г'Кара.

## Зміст
Дочка Дю'Рога Мі'Ра надсилає Г'Кару повідомлення про те, що вона склала присягу «Шон'Кар» — обіцянку кровної помсти. Між епізодом «Парламент мрій» та цим повідомленням Мі'Ра сталася ще одна спроба замаху на життя Г'Кара вбивцями, найнятими родиною Дю'Рога. Ця друга спроба згадується в романі, коли у Г'Кара виникають кошмари щодо цієї спроби.
Г'Кар побоюється, що спроби на його життя триватимуть, якщо він не зможе припинити конфлікт із сім'єю Дю'Рога, або помирившись з ними, або вбивши решти членів сім'ї. Г'Кар підробляє свою смерть тим, що його особистий човник вибухнув після виходу зі станції. Шеридан Іванова й Гарібальді повідомляютть На'Тот про смерть посла; в його покоях шеф служби безпеки знаходить інфокристал з повідомленням про «Шон'Кар». На'Тот намагається вбити посла Молларі — вважає його винним у смерті Г'Кара. Центаврійця рятує Гарібальді з групою працівників служби безпеки. Гарібальді показує інфокристал На'Тот й Івановій та співробітникам. На'Тот оповідає історію входження Г'Кара до Третього Кола.
Г'Кару сниться що він прибуває на Нарн; його намагаються вбити. Насправді посол переховується на нижніх рівнях «Вавилону-5». Іванова при особистій зустрічі повідомляє На'Тот про бажання представників «Вавилону» вирушити з нею на Нарн. Послу Г'Кару на нижніх рівнях ледь вдяється уникнути розкриття; він маскується й теж вирушає на Нарн. Гарібальді з командою обшукує нетрі; вони знаходять оглушеного співробітника. Шеф служби безпеки просить Талію Вінтерс просканувати постраждалого. Командування «Вавилону» інформує нарнів про інфокристал з погрозами послу.
Після панахиди на Вавилоні за Г'Каром, Майкл Гарібальді та Сьюзан Іванова вирушають на Нарн — з На'Тот. Гарібальді та Іванова починають підозрювати, що Г'Кар живий, тому що його тіло ніколи не відновлено, і перед від'їздом до Нарна Молларі робить посилання на Марка Твена, який, як вони підозрюють, полягає у Гекльберрі Фінна та Тома Сойєра, які відвідують власні похорони в одному з Романи Твена. До Мі'Ра приходять наймані вбивці та повідомляють шо зробили свою роботу — Г'Кар загинув. Делегація готується до відльоту на Нарн. В останню мить Гарібальді бере з собою ще одного члена делегації — він прожив 10 років на Нарні і визвався бути гідом.
Талія Вінтерс допомагає травмованому співробітнику служби безпеки відновити події за яких він був травмований. Голос одного з нарнів підозріливо нагадує голос Г'Кара. Перебуваючи на кораблі що слідує до Нарна, траурна група знаходить де Г'Кар ховається на кораблі. Вони погоджуються допомогти йому на Нарні із застереженням, що він розкриє правду і не допустить, щоб його конфлікт вплинув на «Вавилон 5».
Гарібальді, Іванова, На'Тот, людина на ім'я Ел, який приєднався до них з повідомленням, що він живе в Нарні десять років і знає місцевість, та переодягнений Г'Кар намагаються знайти спосіб викрити Мі'Ра а спробі кровної помсти. Під час церемонії оплакування загиблого в глибині печери вони бачать Мі'Ра. Гарібальді переслідує її і повідомляє — Мі'Ра краще не показуватися на Вавилоні-5. Гарібальді з товаришами мають намір її розшукати в прикордонній зоні між двома містами. Іванова й Гарібальді прибувають до Мі'Ра, Г'Кар побоюється сімейної сцени й переховується зовні. Іванова повідомляє — її чоловік Г'Кар живий. Дружина перераховує гроші на рахунок Мі'Ра так як знає — вони вже кілька років живуть як жебраки.
Удова Г'Кара перераховує кошти родині Мі'Ра. Однак Мі'Ра не відмовилася від помсти. Іванова Гарібальді і На'Тот очікують когось в корчмі. Після чого спускаються в підземний світ Нарна. Тим часом нарнський корабель на якому прилетіли земляни покидає орбіту. Г'Кар картає себе — чи не сталося чогось із екіпажем «Вавилону-5». В корчмі земляни виявляють що їх корабель відлетів з рештою із «Золотого режиму» — трапилось щось серйозне. Група зв'язується з Шериданом та повідомляє про скрутну ситуацію.
Тим часом Г'Кар потрапляє до нарнського патруля. На'Тот визволяє Г'Кара від патруля представивши його своїм слугою. Представники Вавилону-5 влаштовуються на ніч в дорогому готелі.
Мі'Ра, проте, дізнається, що Г'Кар живий і він із землянами й використовує маскування. Потім команда з Вавилону-5 приходить до Мі'Ра з грошовою пропозицією примирення. Мі'Ра намагається їх вбити, але переслідувані тікають і ховаються в катакомбах. Врешті-решт, вона знову їх знаходить, і починається стрілянина в якій посол зумів організувати перевагу своїй команді. Хлопчик-тубілець дає попити утікачам і вони від рідини втрачають свідомість. Іванова в стані марева добирається до госпіталя і з антидотом повертається до катакомб. Команда приходить в себе — а за ними з глибини тунелю вже слідкує Мі'Ра.
Мі'Ра збирається вбити посла але Ел повідомляє, що він володіє інформацією, яка закінчить конфлікт — оскількийого дані доводять, що її батько був невинним у всіх звинуваченнях проти нього. Він дасть їй інформацію, якщо вона погодиться відпустити Г'Кара живим, і якщо посол погодиться дати достатньо грошей сім'ї Дю-Рог, щоби допомогти їм відновитися у своєму житті.
Г'Кар уникає оприлюднення даних про свою причетність до долі родини Дю-Рог, і натомість зображає зі себе героя, який працював над відновленням родинної честі постраждалих. Залишивши Нарн, Г'Кар на «Вавилоні-5» вирушає подякувати послу Молларі, тому що Лондо є єдиним, хто має доступ до інформації, яка могла б очистити ім'я Дю-Рога. Молларі з приємністю повідомляє нарнському послу, яку пречудову промову він виголосив на його похованні.